# 15576 Мундей
15576 Мундей (15576 Munday) — астероїд головного поясу, відкритий 5 квітня 2000 року.
Тіссеранів параметр щодо Юпітера — 3,276.